# Aedes painei
Aedes painei är en tvåvingeart som beskrevs av Knight 1948. Aedes painei ingår i släktet Aedes och familjen stickmyggor. Inga underarter finns listade i Catalogue of Life.